# Petit manseng
Le petit manseng est un cépage de vigne blanc. Il est originaire des contreforts pyrénéens. On le retrouve en Gascogne et dans le Nouveau Monde, notamment en Uruguay et aux États-Unis. Il était déjà présent sur les coteaux du Béarn au temps d'Henri IV.
Le petit manseng et le gros manseng sont les deux cépages blancs de base du jurançon auxquels s'ajoute le courbu blanc. Le petit manseng est également un des cépages du pacherenc du Vic-Bilh, du Tursan et du floc de Gascogne.
Le petit manseng permet de faire un blanc sec, fruité et nerveux aussi bien qu'un excellent moelleux, parfumé, plein d'arômes.

## Synonymes

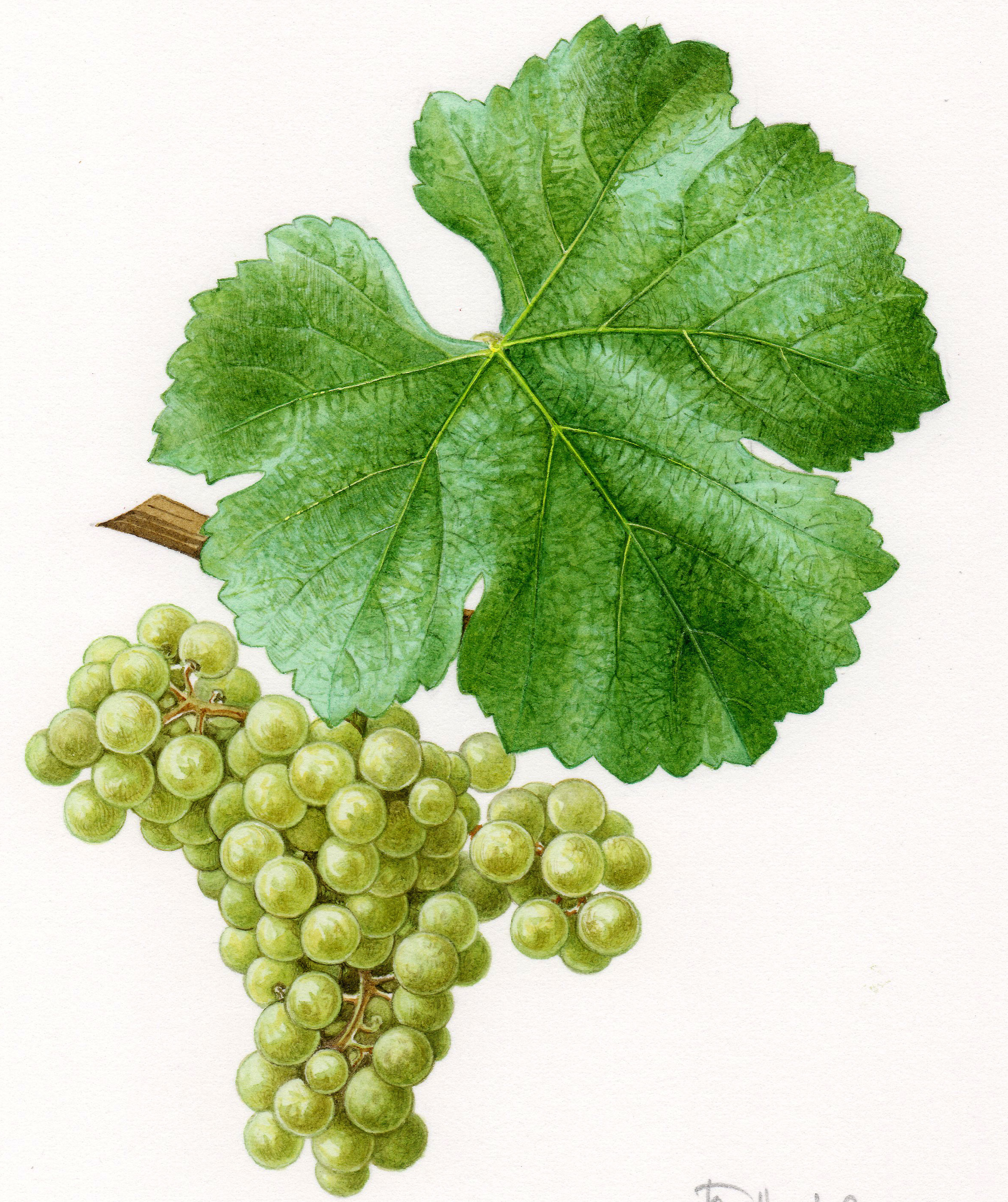
Grappe et feuille de petit manseng.

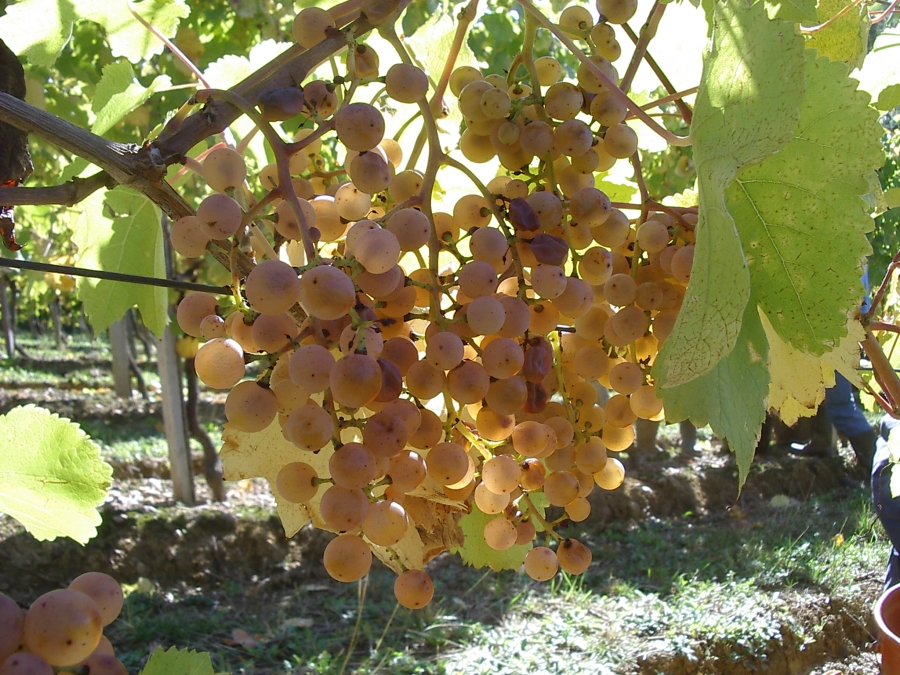
Grappes de petit manseng à maturité dans le vignoble de Monein.

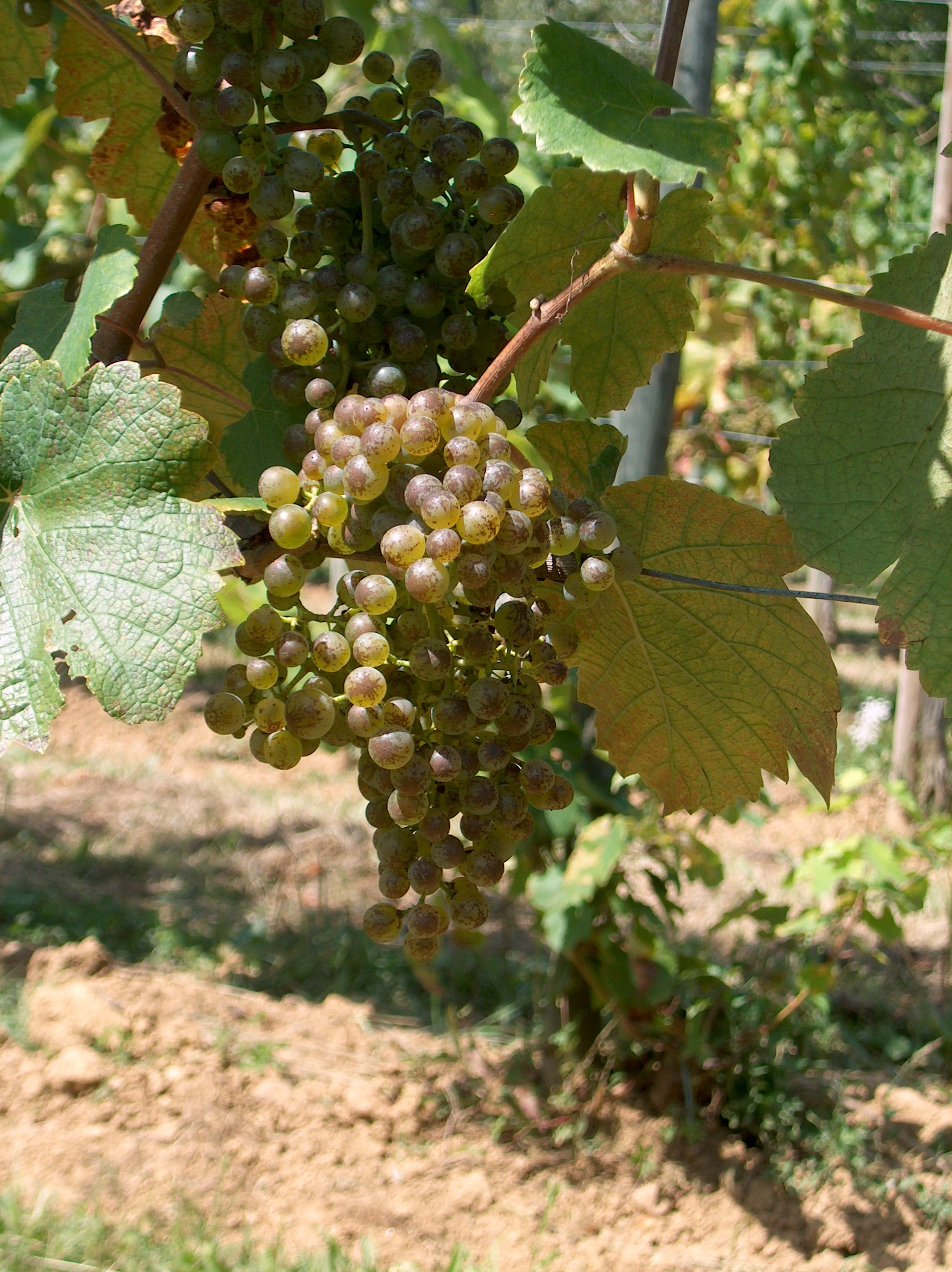
Grappe de petit manseng à Laroin.

Le petit manseng est connu sous les noms de : 
- escriberou
- ichiriota zuria tipia (basque)
- icribota
- iskiriota zuri tipia (basque)
- mansein blanc
- manseing
- mansenc blanc
- mansenc grisroux
- manseng blanc
- manseng petit blanc
- mansengou (en Béarn)
- mansic
- mansin
- mausec
- mausenc blanc
- miot
- petit mansenc
- petit manseng blanc